# Physcia caesia
Physcia caesia ist eine in Mitteleuropa häufige Blattflechtenart, die vorwiegend Kalkgestein oder künstliche Substrate (etwa Mauern) besiedelt.

## Beschreibung
Die strahlig-rosettigen Lager von Physcia caesia messen etwa 2 bis 5 cm im Durchmesser. Der Thallus ist weißgrau bis graublau und weißlich gefleckt, die schmalen Läppchen besitzen 0,5 bis 1 mm Breite. Auf der Oberseite sind häufig kugelige, blaugraue Sorale vorhanden. Apothecien werden nur selten gebildet (1 bis 2 mm breit, mit schwarzbrauner Scheibe).

## Verbreitung
Physcia caesia siedelt auf Kalkgestein und Mauern, besonders an stark gedüngten Standorten (Vogelsitzplätze), gelegentlich auch auf Holz bzw. Baumrinde. Sie ist ein Kosmopolit, also weltweit vorkommend, und von Mitteleuropa bis ins nördliche Europa weit verbreitet.